# Edward Moss
Edward Moss (sinh ngày 11 tháng 7 năm 1977) là một diễn viên. Ông cũng được biết là người giả dạng Michael Jackson.

## Phim tham gia
- Scary Movie 3: (2003)
- Date Movie: (2006)
- Scary Movie 4: (2006)